# Diptam-Dost

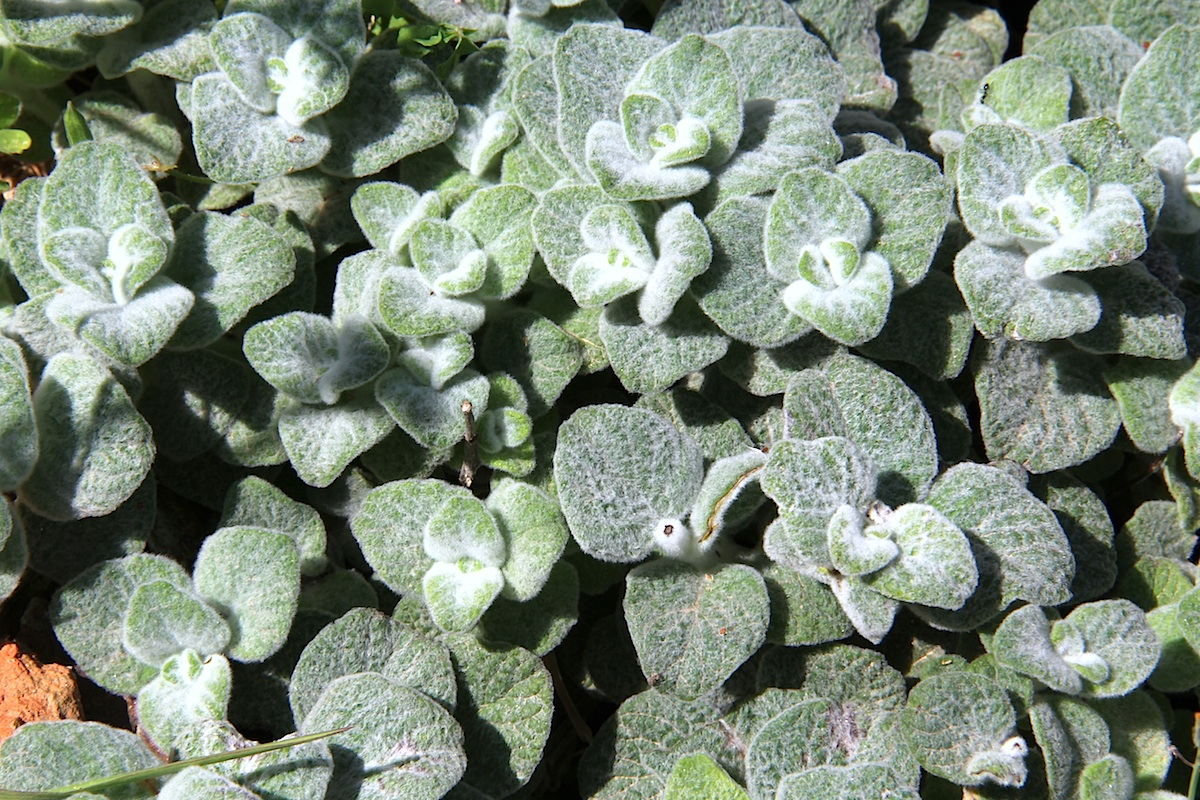
Blätter

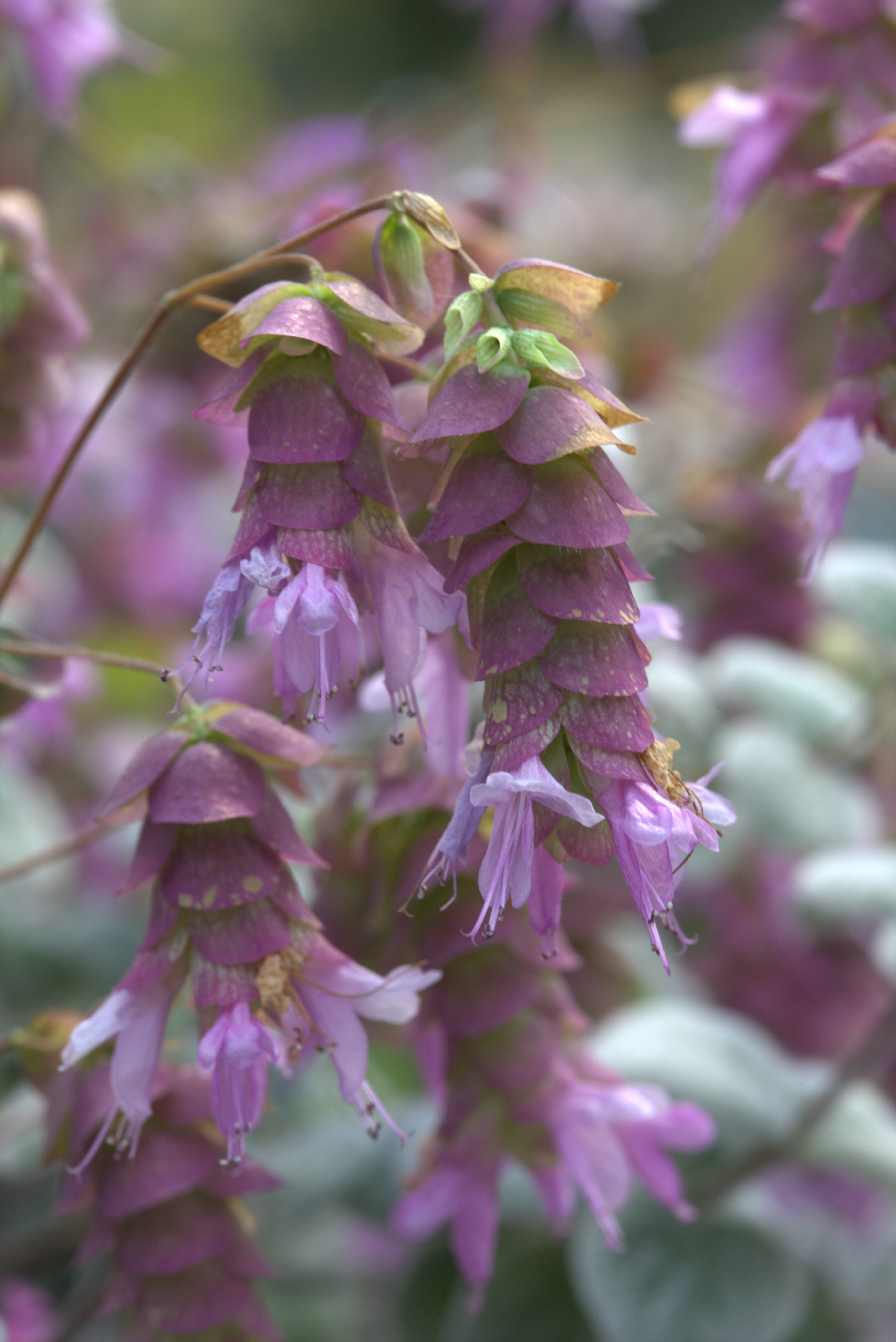
Blütenstand

Der Diptam-Dost (Origanum dictamnus), auch Kretischer Diptam (früher lateinisch Dictamnus creticus), Dittam, Diktam oder Diktamnos genannt, ist eine Pflanzenart aus der Gattung Dost (Origanum) in der Familie der Lippenblütler (Lamiaceae). Auf Griechisch wird er „Δίκταμο“ (Díktamo, Katharevousa: Díktamon), im kretischen Dialekt „Έρωντας“ (Érontas, „Liebe“) genannt. Der Diptam-Dost ist mit dem auch in Mitteleuropa verbreiteten Oregano oder Dost (Origanum vulgare) verwandt.

## Beschreibung
Der aromatische Zwergstrauch kann bis 40 cm hoch werden und blüht von April bis Juni rosa bis violett-rot oder purpur. Die Äste sind oberseits dicht behaart. Die gegenständigen, fast sitzenden bis kurz gestielten Laubblätter sind ganz jung rötlich, später grün und von einem pelzigen, wolligen Flaum überzogen. Die rundlichen bis eiförmigen oder leicht herzförmigen und drüsigen Blätter sind bis 2,8 Zentimeter groß. Sie sind ganzrandig und stumpf bis abgerundet und die Blattränder sind leicht umgerollt.
Es werden kurze und traubige Blütenstände mit zweiblütigen Scheinquirlen und purpurnen, membranösen, dachigen Tragblättern gebildet. Die fast sitzernden, fünfzähligen Blüten sind zwittrig mit doppelter Blütenhülle. Der fast kahle, becherförmige Kelch ist schräg einlippig, mit verwachsener Lippe oder mit schwacher zweiter Lippe und die Krone mit schlanker Kronröhre ist zweilippig sowie am Schlund leicht bauchig. Die didynamischen Staubblätter und der Griffel mit zweilappiger Narbe sind vorstehend. Es ist ein Diskus vorhanden.
Es werden Klausenfrüchte gebildet.

## Verbreitung und Standort
Der Diptam-Dost wächst endemisch auf der griechischen Mittelmeerinsel Kreta. Die Wuchsorte verteilen sich über die Kalkgebiete der ganzen Insel mit einer Häufung im Westteil. Die Pflanze gedeiht an Kalkfelswänden, in Felsspalten, auf Schotter und am Grund der Schluchten von Meereshöhe bis 1900 m und steht meist in Schattlagen.

## Gefährdung und Schutzmaßnahmen
Die IUCN listet diese Art als (Near Threatened) potenziell gefährdet ein. Die Gründe dafür sind übermäßige Sammlung der Wildbestände zur Verwendung als Arznei. Zum Schutz der Bestände wird diese Art in Kultur gezogen.

## Taxonomie und Etymologie
Der Diptam-Dost wurde 1753 von Carl von Linné in Species Plantarum erstveröffentlicht.
Der Name der Pflanze leitet sich vermutlich aus den griechischen Wörtern „Dikti“ und „thamnos“ ab, also Strauch oder Busch, der im/am Diktigebirge wächst. Der latinisierte Name Dictamnus wurde von Linné auch für den Diptam aus der Familie der Rautengewächse verwendet.

## Verwendung
Diktam gilt als ein Universal-Heilkraut. Aufgüsse von Diktam sollen die Wundheilung fördern, Tee von Diktam Verdauungsprobleme lindern. Die griechischen Ärzte der Antike glaubten, dass Diktam alle Krankheiten heilen könne. Das Kraut wurde auch als „Artemideion“ bezeichnet, was auf die Göttin der Geburt und des neuen Lebens Artemis zurückzuführen ist. Aufgüsse von Diktam in Wasser oder Wein sollten die Geburt erleichtern.
Geruch und Geschmack sind kräftig und dem Wilden Majoran ähnlich. Diktam und seine Mischungen mit anderen Kräutern wie dem Syrischen Gliedkraut und dem Griechischen Salbei sind heute überall auf der Insel Kreta erhältlich („Kretischer Bergtee“) und werden exportiert.

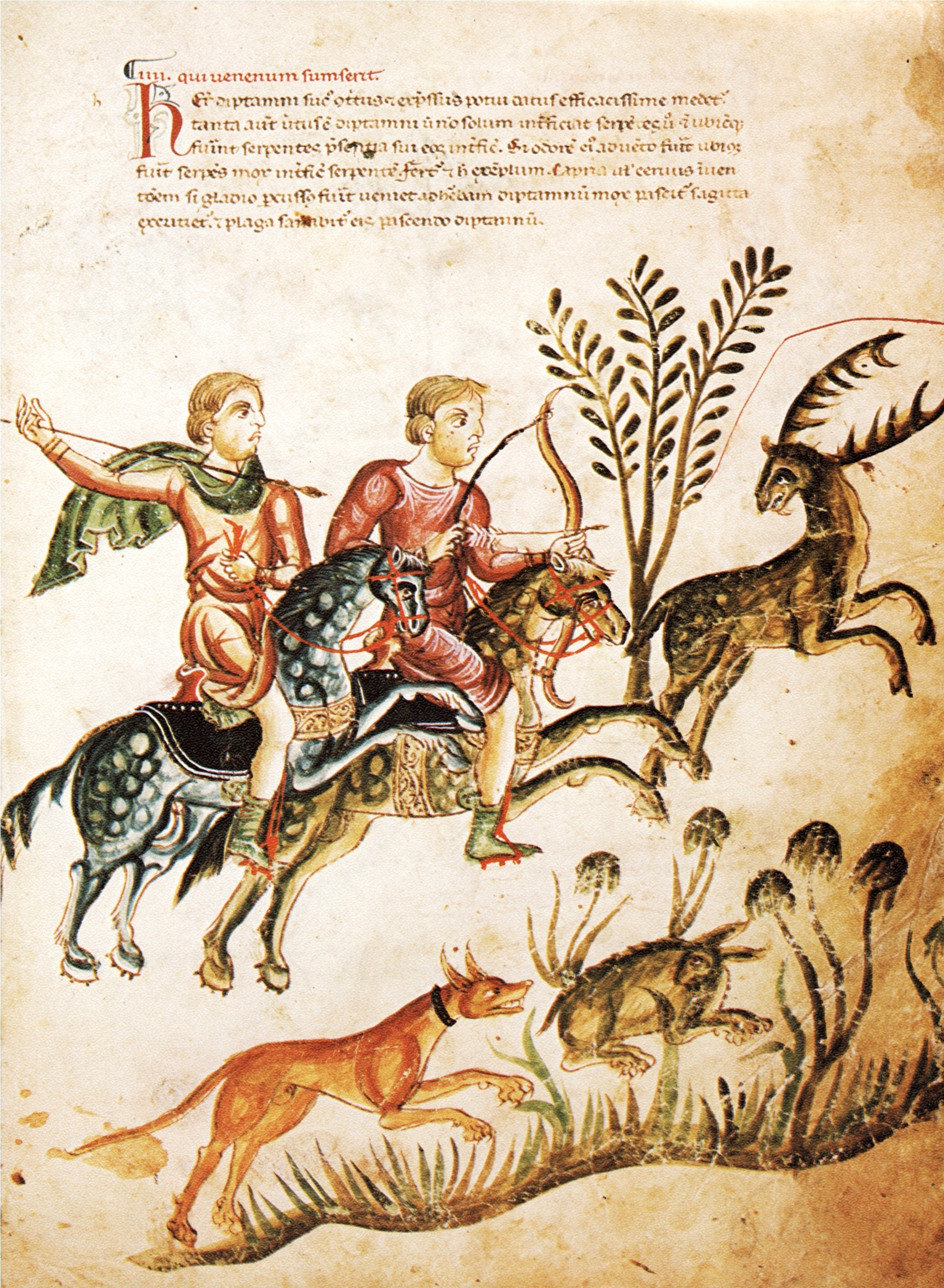
Abbildung zum Kapitel »Diptanum« im Pseudo-Apuleius (4. Jh.). Manuskript des 13. Jh. (Cod. Vindobonensis 93, Blatt 70r)

Da der natürliche Bestand trotz Naturschutzmaßnahmen sinkt (die Pflanze wird im hauptsächlichen Vorkommensgebiet im Verwaltungsbezirk Chania wegen seltener und schwieriger Kontrollen immer noch gesammelt) und die Nachfrage aus dem Rest Europas steigt, wird Diktam mittlerweile auch kultiviert. So gibt es in der Nähe von Ano Viannos Felder, auf denen das rosa bis kräftig violett blühende Kraut angebaut wird. Auch in einigen Klöstern der Insel Kreta und in manchen Gärten wird die Pflanze als Heilkraut kultiviert. Gesammelt wird das Kraut kurz vor der Blüte im Mai bis Juni.

## Mythos
Im 1. Jahrhundert berichteten Dioskurides und Plinius, dass wilde Ziegen und Hirsche auf Kreta, die von dem Pfeil eines Jägers getroffen wurden, sofort zu einer Stelle liefen, an der dieses Kraut wuchs, um davon zu fressen. Sogleich falle der Pfeil aus dem verletzten Tier heraus und die Wunde schließe sich. Dasselbe schrieb auch Claudius Aelianus. Diese Angabe wurde im 4. Jh. vom Autor des Pseudo-Apuleius übernommen.
In Vergils Aeneis heilt Venus den trojanischen Helden Aeneas mit Diktam.

## Weiterführende Literatur
- Christos C. Liolios, Konstantia Graikou, Eleni Skaltsa, Ioanna Chinou: Dittany of Crete: a botanical and ethnopharmacological review. In: Journal of Ethnopharmacology. Band 131, Nr. 2, 2010, S. 229–241, doi: 10.1016/j.jep.2010.06.005.